# Fedir Lysohub

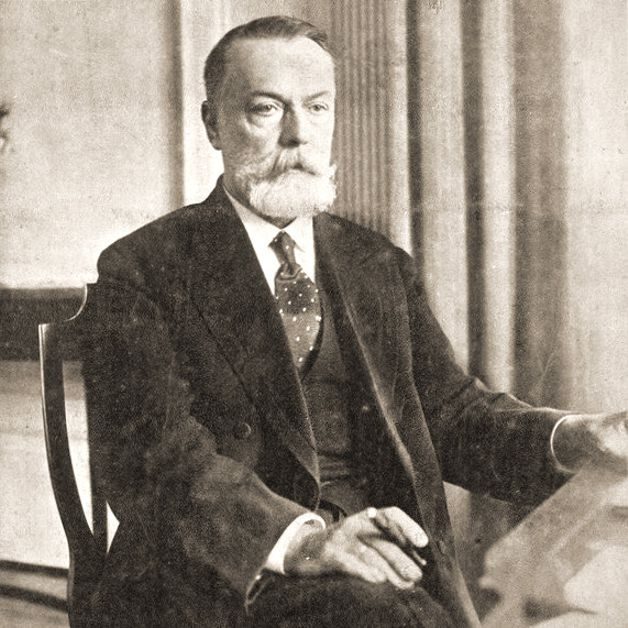
Fedir Lysohub

Fedir Andrijowytsch Lysohub (ukrainisch Федір Андрійович Лизогуб, wiss. Transliteration Fedir Andrijovyč Lyzohub; * 25. Oktoberjul. / 6. November 1851greg. in Sedniw, Gouvernement Tschernigow, Russisches Kaiserreich; † 1928 in Belgrad, Jugoslawien) war ein ukrainischer Politiker.
Lysohub war ein reicher Gutsherr aus Poltawa und höherer Beamter im Russischen Reich. Zwischen Mai und November 1918 war er Präsident des Ministerrates des Ukrainischen Staates, vom Mai bis Juli 1918 leitete er noch zusätzlich das Innenministerium seiner Regierung.

## Familie
Fedir Lysohub entstammte dem Adelsgeschlecht Lysohub und war der Sohn des wohlhabenden Gutsbesitzers Andrij Lysohub, der Neffe des Generals, Komponisten und Pianisten Oleksandr Lysohub (Олександр Іванович Лизогуб; 1790–1839) und der jüngere Bruder des Revolutionärs Dmytro Lysohub.